# El agente de la Continental (personaje)
El agente de la Continental es un personaje creado por Dashiell Hammett. Es un detective privado que trabaja para la Agencia Continental de Investigaciones de San Francisco, y cuyo nombre no conocemos ni conoceremos.

## Descripción
El agente de la Continental se caracteriza por su moral ambigua. No duda en intervenir en los casos a los que se enfrenta manipulando la situación y dando lugar a que se precipiten los hechos, utilizando métodos tan cuestionables como los de los criminales a los que persigue (de hecho fue con este personaje y con Sam Spade, junto con el posterior Philip Marlowe de Raymond Chandler, con el que nacería el subgénero negro denominado hard boiled).

## Otros agentes de la Continental
En las diferentes novelas e historias cortas de Hammett aparecerían varios agentes de la Agencia Continental. Estos permiten al protagonista estar en diferentes sitios a la misma vez, y controlar los diferentes frentes y sujetos implicados en una investigación. Los otros agentes son:
- Dick Foley (Cosecha Roja): canadiense, experto siguiendo a los sospechosos, habla en una jerga profesional telegráfica.
- Mickey Lineham (Cosecha Roja): leal y cómico, el Agente dice que le gusta actuar como un retrasado estúpido.
- MacMan: un silencioso y duro agente que sigue rigurosamente las órdenes.
- Bob Teal: asesinado en servicio en "¿Quién mató a Bob Teal?"

## Historia
El agente de la Continental hizo su debut en octubre de 1923 en la revista pulp Black Mask. Aparecería en 36 historias cortas, casi todas (excepto dos de ellas) aparecidas en dicha revista.
En 1927, Hammett empezaría a escribir historias conectadas, que serían la base de sus dos primeras novelas, Cosecha Roja y La maldición de los Dain, ambas publicadas en 1929. Otras dos historias, El gran golpe y 106.000$ de dinero sangriento serían publicadas como Dinero sangriento en 1943. Hammett también escribió una historia en dos partes que aparecería en El agente de la Continental, La casa de la calle Turk y La muchacha de los ojos de plata.
Ya en 1978, el agente de la Continental vuelve a aparecer, esta vez en las pantallas de televisión, gracias a la miniserie de seis horas de la CBS basada en La maldición de los Dain. Sin embargo en ella el protagonista, interpretado por James Coburn, sí que tendría nombre: sería llamado Hamilton Nash (nombre que guarda cierto parecido con el nombre de su creador, Dashiell Hammett).
Además, el personaje y sus historias han sido "adaptadas" en numerosas ocasiones al cine: podemos ver como grandes clásicos del cine como Yojimbo en 1961 y Por un puñado de dólares en 1964 versionan Cosecha Roja. Más tarde, en 1995, se estrenaría en los cines Sospechosos habituales, película cuya trama principal guarda muchas similitudes con otra historia de Hammett protagonizada por el agente, "The Big Knockover".

## Listado completo de apariciones
Éstas son las treinta y seis historias en las que aparece el agente de la Continental:
- "Arson Plus" (Black Mask, 1 de octubre de 1923) (aparece como Peter Collinson)
- "Slippery Fingers" (Black Mask, 15 de octubre de 1923) (como Peter Collinson)
- "Crooked Souls" (“The Gatewood Caper”) (Black Mask, 15 de octubre de 1923)
- "It” (“The Black Hat That Wasn't There”) (Black Mask, 1 de noviembre de 1923)
- "Bodies Piled Up" (“House Dick”) (Black Mask, 1 de diciembre de 1923)
- "La décima pista" ("The Tenth Clew"; Black Mask, 1 de enero de 1924) - Recopilada en El agente de la Continental
- "Night Shots" (Black Mask, febrero de 1924)
- "Zigzags of Treachery" (Black Mask, 1 de marzo de 1924)
- "One Hour" (Black Mask, abril de 1924)
- "La casa de la calle Turk" ("The House in Turk Street"; Black Mask, 15 de abril de 1924) - Recopilada en El agente de la Continental
- "La muchacha de los ojos de plata" ("The Girl with Silver Eyes"; Black Mask, junio de 1924) - Recopilada en El agente de la Continental
- "Women, Politics and Murder” (“Death on Pine Street”) (Black Mask, septiembre de 1924)
- "La Herradura Dorada" ("The Golden Horseshoe"; Black Mask. noviembre de 1924) - Recopilada en El agente de la Continental
- "Who Killed Bob Teal?" (True Detective Stories, noviembre de 1924)
- "Mike, Alec or Rufus?” (“Tom, Dick or Harry”) (Black Mask, enero de 1925)
- "El Menda" ("The Whosis Kid"; Black Mask, marzo de 1925) - Recopilada en El agente de la Continental
- "The Scorched Face" (Black Mask, mayo de 1925)
- "Corkscrew" (Black Mask, septiembre de 1925)
- "Dead Yellow Women" (Black Mask, noviembre de 1925)
- "The Gutting of Couffignal" (Black Mask, diciembre de 1925)
- "The Creeping Siamese" (Black Mask, marzo de 1926)
- "The Big Knockover" (Black Mask, febrero de 1927)
- "$106,000 Blood Money" (Black Mask, mayo de 1927)
- "La muerte de Main" ("The Main Death"; Black Mask, junio de 1927) - Recopilada en El agente de la Continental
- Historias luego publicadas como Cosecha Roja:
  - "The Cleansing of Poisonville" (Black Mask, noviembre de 1927)
  - "Crime Wanted - Male or Female" ("Se necesita un crimen,macho o hembra"; Black Mask, diciembre de 1927)
  - "Dynamite" (Black Mask, enero de 1928)
  - "The 19th Murder" (Black Mask, febrero de 1928)
- "This King Business" (Mystery Stories, enero de 1928)
- Historias republicadas como La maldición de los Dain:
  - "Black Lives" (Black Mask, noviembre de 1928)
  - "The Hollow Temple" (Black Mask, diciembre de 1928)
  - "Black Honeymoon" (Black Mask, enero de 1929)
  - "Black Riddle" (Black Mask, febrero de 1929)
- "Fly Paper" (Black Mask, agosto de 1929)
- "El crimen de Farewell" ("The Farewell Murder"; Black Mask, febrero de 1930) - Recopilada en El agente de la Continental
- "Death and Company" (Black Mask, noviembre de 1930)